# The Pick-Nicks
The Pick-Nicks (ook wel The Pick Nicks of The Pick-Nick's) was een Belgische rockgroep die vooral in de jaren zestig succesvol was. Ondanks het feit dat ze vooral rock-'n-roll brachten, zijn ze het bekendst van hun hit I Am Alone, een slow uit 1964.

## Beknopte biografie
De band werd gevormd door de vier broers Paul, John, René en Sylvain Van Laere. Zij werden geboren in het (nu verdwenen) polderdorp Oorderen, maar groeiden op in de naoorlogse noodwoningen van het Antwerpse Kiel. Hun ouders waren muzikaal onderlegd in operette en klassieke orkestmuziek. In 1957 begonnen de broers als rock-'n-roll-formatie op te treden onder de naam “The Pick-Nicks”. Regelmatig speelden ze in revuetheaters in de Antwerpse binnenstad. 
In 1960 namen The Pick-Nicks deel aan de wedstrijd Ontdek de Ster, een talentenjacht op de Vlaamse televisie gepresenteerd door Terry Van Ginderen. De groep behaalde een derde plaats met hun nummers Guitar Boogie Rock en Pick-Nick Rock, duidelijk door The Shadows en Bill Haley beïnvloede gitaarrock. 
Dit tv-optreden schonk de groep nationale bekendheid. Ze kregen een platencontract aangeboden bij het label Fontana, waar met behulp van professionele muzikanten als Freddy Sunder de twee finalenummers op plaat werden opgenomen. Vele optredens zouden volgen. De broers Van Laere moesten echter allemaal hun legerdienst vervullen, waardoor de bezetting van de band regelmatig wisselde. Toch bleven de broers de spil van de groep.
In 1964 werd de slow I Am Alone (ook wel I'm Alone) uitgebracht op het label Ring Records. De BRT weigerde het nummer te draaien, aangezien ze het als een smartlap beschouwden en dus niet geschikt voor airplay. De single heeft hierdoor nooit in de Belgische hitlijsten gestaan, maar kende een gigantisch succes als slow op kermissen en thé-dansants. Ook in de Verenigde Staten kreeg het nummer veel bijval. Optredens van de groep werden door een groot publiek bijgewoond.
Het succes van I Am Alone kon de band nooit meer evenaren. In de jaren zeventig ging het dan ook bergaf met de groep. Uiteindelijk verlieten in 1978 meerdere leden de groep. René en Paul Van Laere probeerden met Roger Windey en Elie De Dijcker nog te blijven optreden, zij het als nostalgie-act op kleinschalige evenementen. In 1998 overleed Paul Van Laere echter, wat een reünie van de groep onmogelijk maakte. In 2008 moest René Van Laere dan weer stoppen met zingen wegens gezondheidsproblemen. Bij een 'final tribute'-concert in 2009 kregen de overgebleven leden een erepenning overhandigd van Vlaams minister-president Kris Peeters en een brief waarin toenmalig premier Herman Van Rompuy de groep bedankte voor hun jarenlang engagement. René Van Laere overleed ten slotte op 11 februari 2010.

## Discografie

### Singles
- Pick Nick Rock (1960)
- Take Me to Heaven (1961)
- My Heart Is Yours (1961)
- It Must Be Love (1962)
- Don't Cry (1962)
- Picnic Dreams (1963)
- You Said You Love Me (1964)
- Tonight (1965)
- Be Mine (1965)
- I Am Alone (1964[1][2] of 1965)
- Cry No More (1967)
- I'm Alone (1970)
- My World Is Blue (1971)
- I'm So Alone (1981)
- More Than Anything (1982)
- I'm So Sorry (1982)
- Rocking Queen (1982)

Bron: Muziekarchief.

### Albums

#### Splitalbum
- I'm Alone / Melancholic dreams samen met Clark Richard (1976)

#### Compilatie
- The Story of The Pick-Nicks

1.Never do it
2.Venus
3.Calypso rock
4.Saturday night rock
5.I feel so lonely
6.Day by day
7.Easy baby
8.Maharadja
9.Ali Tomawak
10.Murder
11.Macacofoo
12.Vlaamse hutsepot
13.'k Zie zo gere m'n duivekot
14.Pick nick rock
15.Guitar boogie rock
16.Bonnie rock
17.My heart is yours
18.Sally Sue
19.Take me to heaven
20.You're so sweet
21.Don't cry
22.Fire 
23.It must be love
24.Picknick dream
25.Elite
26.Be mine
27.Money, plenty money
28.I am alone